# Schloss Alt Schönau

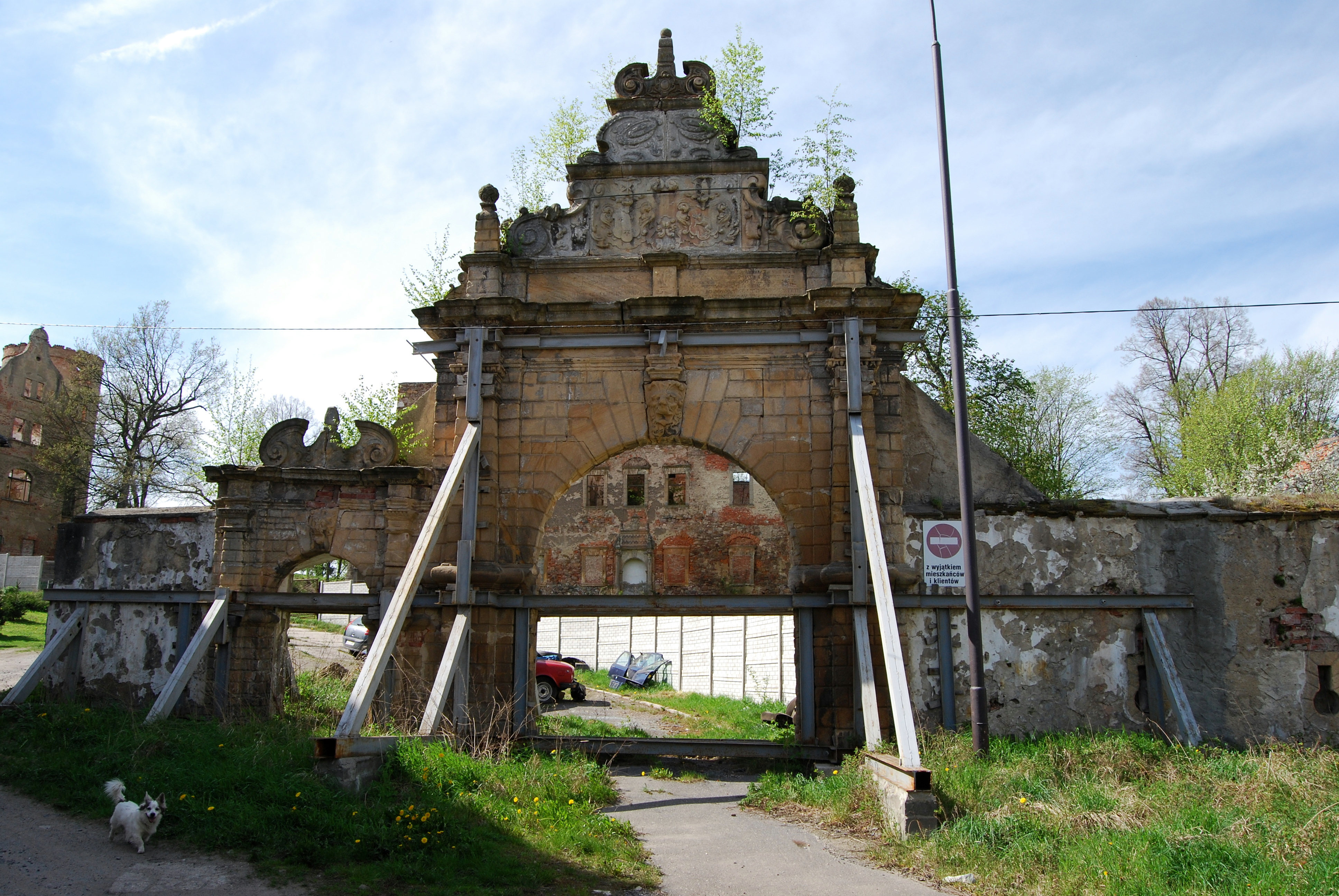
Eingangstor

Das Schloss Alt Schönau (polnisch Zamek w Starej Kraśnicy) befindet sich in Stara Kraśnica (deutsch Alt Schönau) in der Landgemeinde Świerzawa (Schönau) im Powiat Złotoryjski (Goldberg) in der Woiwodschaft Niederschlesien in Polen. Es gehört zu den späten Schlossbauten der Renaissance in Schlesien.

## Bauwerk
Der Bau war ursprünglich dreigeschossig und 11 Fensterachsen lang und wurde im 19. Jahrhundert um vier Achsen verkürzt. Die Fenstergewände und das Portal stammen aus der Bauzeit, die vermutlich um 1620 liegt. Bemerkenswert ist die große Mittelhalle im Erdgeschoss, die von einer stichbogigen Tonne überwölbt ist, in die schmale Stichkappen bis zur vollen Höhe des Gewölbes einschneiden. Das Tonnengewölbe ist von Engelsköpfen, Rosetten und Masken geschmückt. Die Stuckaturen ähneln denjenigen der Schweinhausburg. Schloss steht auf einem freien Hof, den eine Mauer und Eckbastionen eingrenzen. Der Mauerring ist von Fahrtor und Fußgängerpforte durchbrochen. Fahrtor und Fußgängerpforte sind durch Sperrfugenquadrierung gestaltet. Die Schlüssellochscharten sind wie in der Schweinhausburg gestaltet. Über dem Fahrtor befindet sich ein Schmuckgiebel, den Voluten umranken. Der untere Bereich des Schmuckgiebels ist mit zwei Wappen gestaltet, darüber befindet sich ein gesprengter Volutenaufsatz mit Obelisk und Kugel. Die in der Attika der Toreinfahrt angebrachte Bauinschrift verweist auf Margarthe Schlisszin geb. Schweinachin, die als „Wittib“ „dis Haus“ 1622 und 1623 erbauen ließ. 1902 baute der damalige Gutsbesitzer neben dem alten Schloss eine Villa im Neorenaissancestil. Das Schloss wurde nach 1945 in einen staatlichen Landschaftsbetrieb umgewandelt und ist darauf verfallen.